# Alone in the Dark: The New Nightmare
Alone in the Dark: The New Nightmare est un jeu vidéo de type survival horror, développé par Darkworks et édité par Infogrames, sorti en Europe en 2001 sur PlayStation, Dreamcast, PlayStation 2, Windows et Game Boy Color. 
Puis sur PlayStation 4 et PlayStation 5, via le PlayStation Store, le 16 avril 2024.
C'est le quatrième jeu de la série Alone in the Dark.

## Trame
L'histoire se passe le 31 octobre 2001. Charles Fiske, meilleur ami et partenaire d'Edward Carnby, a été retrouvé mort au large des côtes de Shadow Island, une île mystérieuse proche de la côte du Massachusetts. L'enquête de Carnby le met rapidement sur la piste de Frederick Johnson, qui informe Carnby des recherches que menait Fiske pour trouver trois tablettes anciennes capables de libérer un pouvoir incroyable et dangereux. Johnson demande à Carnby de reprendre l'enquête de Fiske afin de récupérer les tablettes. Carnby accepte et se donne pour mission de trouver le tueur de Fiske. Johnson présente Aline Cedrac à Edward, une jeune et intelligente professeur d'université. Elle fait équipe avec Edward pour récupérer les tablettes disparues et assister le professeur Obed Morton, qu'elle présume être son père. Alors qu'ils volent au-dessus de la côte de Shadow Island, l'avion d'Edward et Aline subit les assauts d'une créature inconnue. Edward et Aline sautent tous deux hors de l'avion en parachute et atterrissent chacun de leur côté : Edward dans une épaisse forêt qui entoure un manoir, et Aline sur le toit de ce même manoir.

## Personnages
- Edward Carnby : personnage principal, il est le protagoniste et le 1er personnage jouable. Il porte un trench brun, une chemise noire et un pantalon noir.
- Aline Cedrac : personnage principal. Au début de l’aventure, elle ne possède aucune arme, mais elle trouvera des armes. Déconseillée aux débutants, car ce personnage jouable est plus difficile que Carnby dans son scénario. Elle porte un blouson brun, un débardeur blanc et un pantalon bleu clair.
- Alan Morton : un antagoniste
- Obed Morton : un antagoniste et le vrai père de Aline
- Howard Morton : compagnon de Lucy
- Jeremy Morton : père Howard Morton
- Christopher Lamb : le directeur de l'agence paranormale
- Edenshaw : un amérindien
- Lucy Morton : compagne de Howard
- Charles Fiske : vieil associé de Edward
- Samuel Gibson : un étudiant brillant
- Archibald Morton : ancêtre des Morton
- Judas de Certo : un mauvais fantôme
- Richard Morton : le fondateur du clan Morton
- Frederick Johnson : un employé de Christopher Lamb

## Système de jeu
Le joueur a le choix entre un des deux protagonistes. L'intrigue d'Edward est basée principalement sur les combats, tandis que celle d'Aline est davantage orientée vers la résolution d'énigmes (mais elle peut trouver son arsenal pour combattre). Les deux personnages se rencontrent occasionnellement, et l'essentiel de l'intrigue leur est commune.
Le joueur subit rapidement les assauts des Créatures des Ténèbres, des sortes d'ombres qui auraient pris vie et apparaissent de nulle part. On apprend par la suite que ces Créatures sont des formes de vie reptiliennes, faites de silicone, échappées du centre de la Terre où se trouve un énorme monde de cavernes sombres connu sous le nom de Monde des Ténèbres. Shadow Island contient apparemment un des nombreux portails vers ce monde souterrain. Comme leur nom l'indique, les ennemis du jeu craignent la lumière (qui semble-t-il les transforme en cendres), et le système de jeu se base fortement là-dessus. Le joueur peut utiliser sa lampe-torche pour tenir à distance certaines créatures, et les tuer avec des munitions produisant de la lumière telles que des balles de magnésium et des cartouches au phosphore.
La lumière tient un rôle important dans le jeu. Une des fonctionnalités principales de celui-ci est la lampe-torche, qui peut être utilisée pour éclairer les endroits sombres, révéler des détails cachés, et découvrir des objets. Pour rendre tout cela possible, les développeurs ont créé un moteur graphique particulier qui gère correctement le rendu des ombres et de la lumière sur les décors pré-calculés en 2D. Cela fut rendu possible en créant plusieurs niveaux d'illumination pour chaque décor et en ajoutant des informations sur l'emplacement des objets dans ceux-ci. Le moteur graphique pouvait dès lors déterminer efficacement quand il fallait utiliser les versions plus claires des décors, et quand il fallait au contraire laisser ceux-ci dans l'obscurité, en fonction de la présence d'une source de lumière, ou non.

## Développement
Il est développé par Darkworks.

## Voix originales
- David Gasman : Edward Carnby
- Sharon Mann : Aline Cedrac
- Douglas Rand : Alan Morton
- Christian Erickson (en) : Edenshaw
- James Shuman : Professeur Fishburne
- Joe Sheridan : Obed Morton
- Dana Westberg : Charles Fiske, Hecatochiras
- Thomas Pollard : Frederick Johnson
- Jerry Di Giacomo : Christopher Lamb, Judas De Certo

## Accueil
- Jeuxvideo.com : 17/20 (PS1)[3] - 17/20 (DC)[4] - 16/20 (PC)[5] - 16/20 (PS2)[6] - 14/20 (GBC)[7]